# Artawazd Karamian
Artawazd Karamian, orm. Արտավազդ Քարամյան (ur. 14 listopada 1979 w Erywaniu, Armeńska SRR) – piłkarz ormiański grający na pozycji lewego pomocnika, reprezentant Armenii.
Artawazd jest bratem bliźniakiem Armana, który również gra w zespole FC Timișoara.

## Kariera klubowa
Karamian pochodzi ze stolicy Armenii Erywania. Piłkarską karierę rozpoczął w tamtejszym klubie Arabkir Erywań. W 1996 roku zadebiutował w jego barwach w lidze ormiańskiej. Po roku został zawodnikiem Pjunika Erywań, w którym, podobnie jak w Arabkirze, grał sporadycznie, ale został mistrzem Armenii w 1997 roku. W 1999 roku Karamian został zawodnikiem klubu Kilikia, kolejnego z Erywania i przez 2 lata zdobył dla niego 18 bramek w lidze. Dobra postawa w Kilikii zaowocowała w 2001 roku powrotem do Pjunika, w którym Karamian w końcu wywalczył miejsce w wyjściowej jedenastce. Zarówno w pierwszym jak i drugim sezonie gry zdobywał z Pjunikiem mistrzostwo kraju a w 2002 roku dołożył jeszcze Puchar Armenii, łącznie w obu sezonach zdobywając 20 goli.
W styczniu 2003 Artawazd wyjechał do Grecji i przez pół sezonu grał w pierwszoligowym Panachaiki GE. Latem został zawodnikiem Arsenału Kijów, ale nie zdołał się w nim przebić do pierwszej jedenastki i w lidze ukraińskiej zdobył tylko jednego gola. Nie przeszkodziło to jednak w transferze do rumuńskiego Rapidu Bukareszt, w którym był na ogół rezerwowym zawodnikiem. Najbardziej obfitym w sukcesy był dla niego sezon 2005/2006, gdy z Rapidem zdobył Puchar Rumunii, wywalczył wicemistrzostwo kraju oraz dotarł do ćwierćfinału Pucharu UEFA. W trakcie sezonu 2006/2007 Karamian przeniósł się z bukareszteńskiego klubu do Politehniki Timișoara, z którą zajął 7. miejsce.
| Sezon   | Klub                       | Kraj    | Rozgrywki         | Mecze | Bramki |
| ------- | -------------------------- | ------- | ----------------- | ----- | ------ |
| 1996    | Arabkir Erywań             | Armenia | Bardsragujn chumb | 7     | 3      |
| 1997    | Pjunik Erywań              | Armenia | Bardsragujn chumb | 3     | 0      |
| 1998    | Pjunik Erywań              | Armenia | Bardsragujn chumb | 7     | 1      |
| 1999    | Kilikia Erywań             | Armenia | Bardsragujn chumb | 29    | 5      |
| 2000    | Kilikia Erywań             | Armenia | Bardsragujn chumb | 27    | 13     |
| 2001    | Pjunik Erywań              | Armenia | Bardsragujn chumb | 21    | 6      |
| 2002    | Pjunik Erywań              | Armenia | Bardsragujn chumb | 21    | 14     |
| 2002/03 | Panachaiki GE              | Grecja  | Alpha Ethniki     | 15    | 1      |
| 2003/04 | Arsenał Kijów              | Ukraina | Wyszcza Liha      | 11    | 1      |
| 2004/05 | Rapid Bukareszt            | Rumunia | Divizia A         | 14    | 0      |
| 2005/06 | Rapid Bukareszt            | Rumunia | Divizia A         | 18    | 0      |
| 2006/07 | Rapid Bukareszt            | Rumunia | Divizia A         | 18    | 1      |
| 2006/07 | FCU Politehnica Timiszoara | Rumunia | Divizia A         | 13    | 3      |
| 2007/08 | FCU Politehnica Timiszoara | Rumunia | Divizia A         | 32    | 6      |
| 2008/09 | FC Timiszoara              | Rumunia | Divizia A         |       |        |

## Kariera reprezentacyjna
W reprezentacji Armenii Karamian zadebiutował w 2000 roku. Od tego czasu jest podstawowym zawodnikiem kadry. Ma za sobą występy w eliminacjach do MŚ 2002, Euro 2004, MŚ 2006, Euro 2008 (wystąpił m.in. w przegranym 0:1 meczu z Polską).